# Tomás Quilici
Facundo Tomás Quilici (Buenos Aires, Argentina; 30 de septiembre de 1998) es un futbolista argentino. Se desempeña como arquero y su club actual es Temperley de la Primera División de Argentina.

## Trayectoria
En julio de 2016 realizó su primera pretemporada con la primera de Temperley bajo las órdenes de Carlos Mayor.

## Clubes
| Club      | País      | Año         |
| --------- | --------- | ----------- |
| Temperley | Argentina | 2016 - 2018 |